# Frühlingsknotenblume
Die Frühlings-Knotenblume (Leucojum vernum), auch Märzenbecher, Märzbecher, Märzglöckchen oder Großes Schneeglöckchen genannt, ist eine Pflanzenart in der Familie der Amaryllisgewächse (Amaryllidaceae). Es ist eine der beiden noch in der Gattung Leucojum verbliebenen Arten; die zweite Art ist die Sommer-Knotenblume (Leucojum aestivum).

## Beschreibung

### Vegetative Merkmale
Die Frühlings-Knotenblume ist eine ausdauernde krautige Pflanze, die Wuchshöhen von 10 bis 30 Zentimetern erreicht. Sie bildet unterirdische Zwiebeln als Überdauerungsorgane aus. Die etwa 2 Zentimeter dicken Zwiebeln werden vom scheidenförmigen Blattgrund gebildet und liegen circa 30 Zentimeter tief im Erdreich. Bereits im Frühsommer werden die Laubblätter wieder eingezogen – die Frühlings-Knotenblume gehört folglich zu den vorsommergrünen Pflanzen.
Meist drei bis fünf breit-linealische, dunkelgrüne Laubblätter stehen an der Basis der Pflanze. Sie sind bis zu 20 Zentimeter lang und etwa 1 Zentimeter breit.

### Generative Merkmale
Ein charakteristisches Merkmal dieser Pflanzenart ist die etwa 3,5 Zentimeter lange einblättrig-wirkende und häutige „Blattscheide“; diese besteht aus zwei miteinander verwachsenen Hochblättern und überragt den ansonsten blattlosen Stängel.
Die Blütezeit erstreckt sich gewöhnlich von März bis April. An günstigen Standorten können jedoch bereits im Februar die auffälligen Blüten ausgebildet werden. Der deutschsprachige Trivialname Frühlings-Knotenblume leitet sich von der frühen Blütezeit und dem knotenartigen, unterständigen Fruchtknoten ab.
Die Blüten hängen meist einzeln, selten zu zweit, nickend am Blütenstandsschaft. Die duftenden, zwittrigen Blüten sind glockenförmig und dreizählig. Die sechs weißgefärbten Blütenhüllblätter sind fast gleich lang und weisen an den stumpf-zipfelig auslaufenden und verdickten Blütenblattspitzen eine gelbgrüne, fleckenartige Färbung auf.
Es sind sechs freie Staubblätter mit orangefarbenen Staubbeuteln vorhanden. Der Griffel ist keulenförmig.
Die birnenförmige, fleischige, fachspaltige Kapselfrucht enthält schwarze, kugelige Samen.
Die Chromosomenzahl beträgt 2n = 20, 22 oder 24.

Blüten
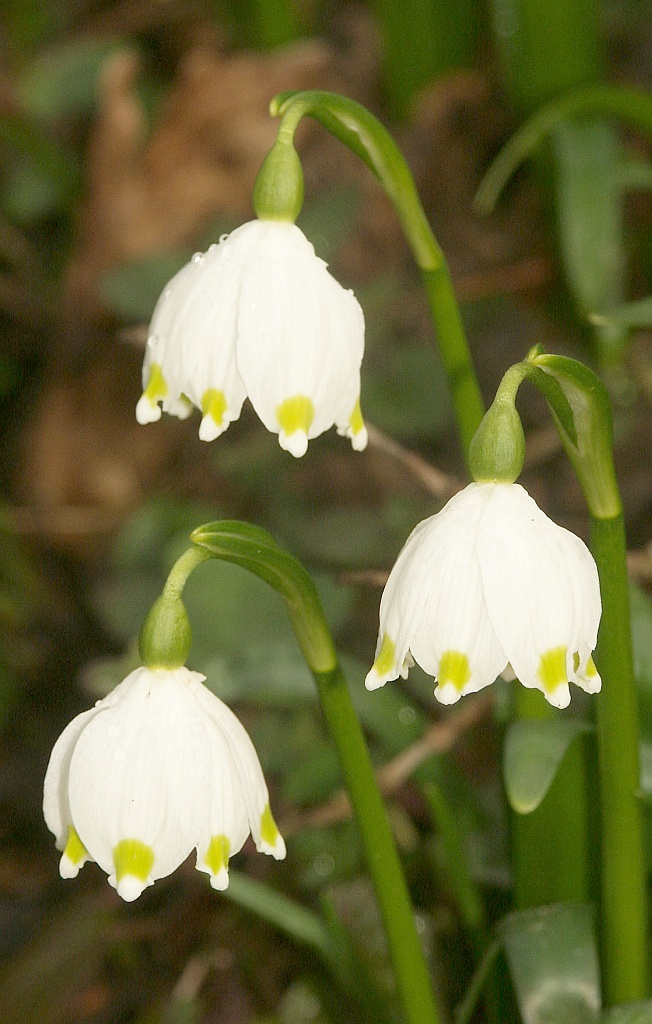
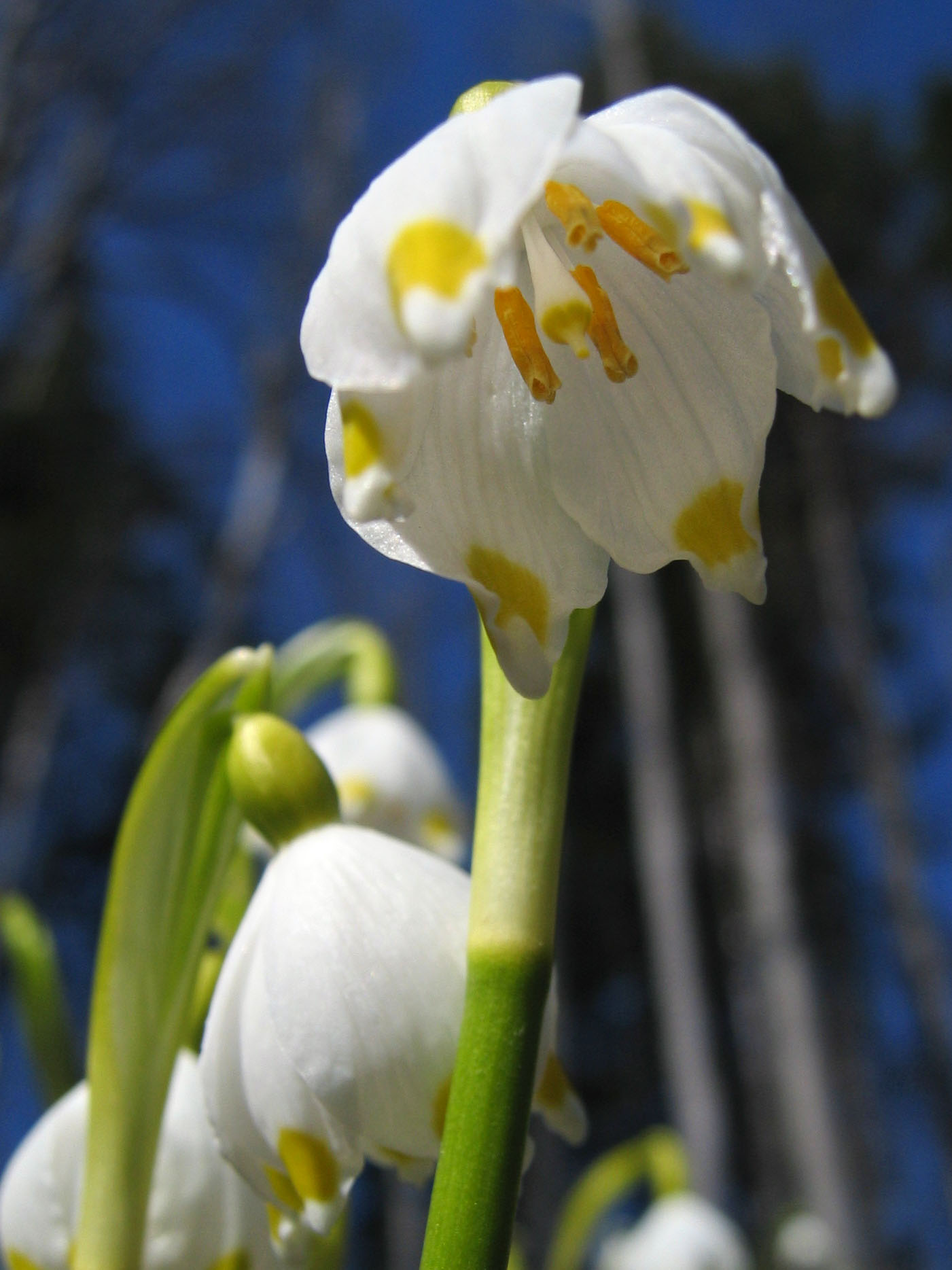
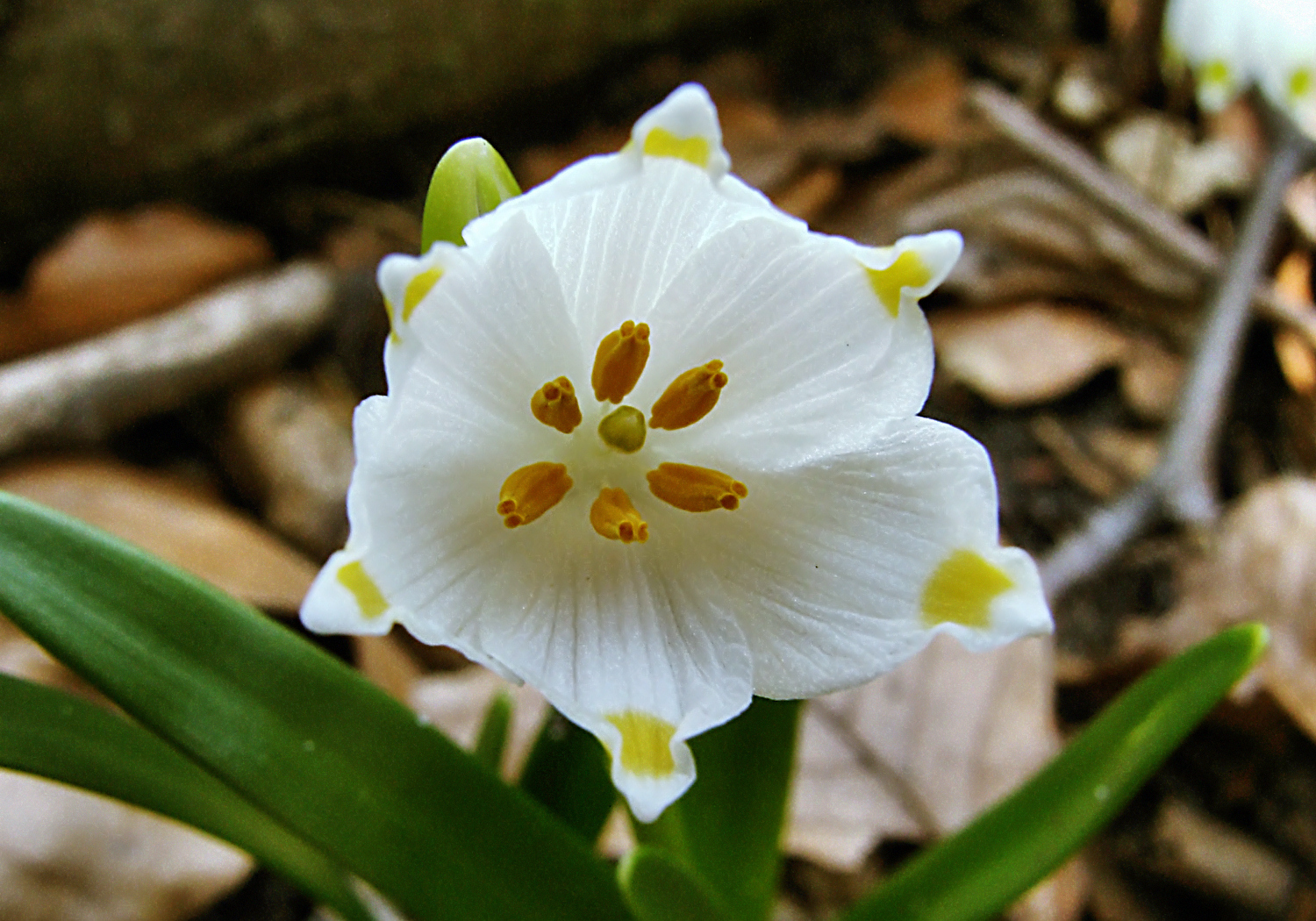
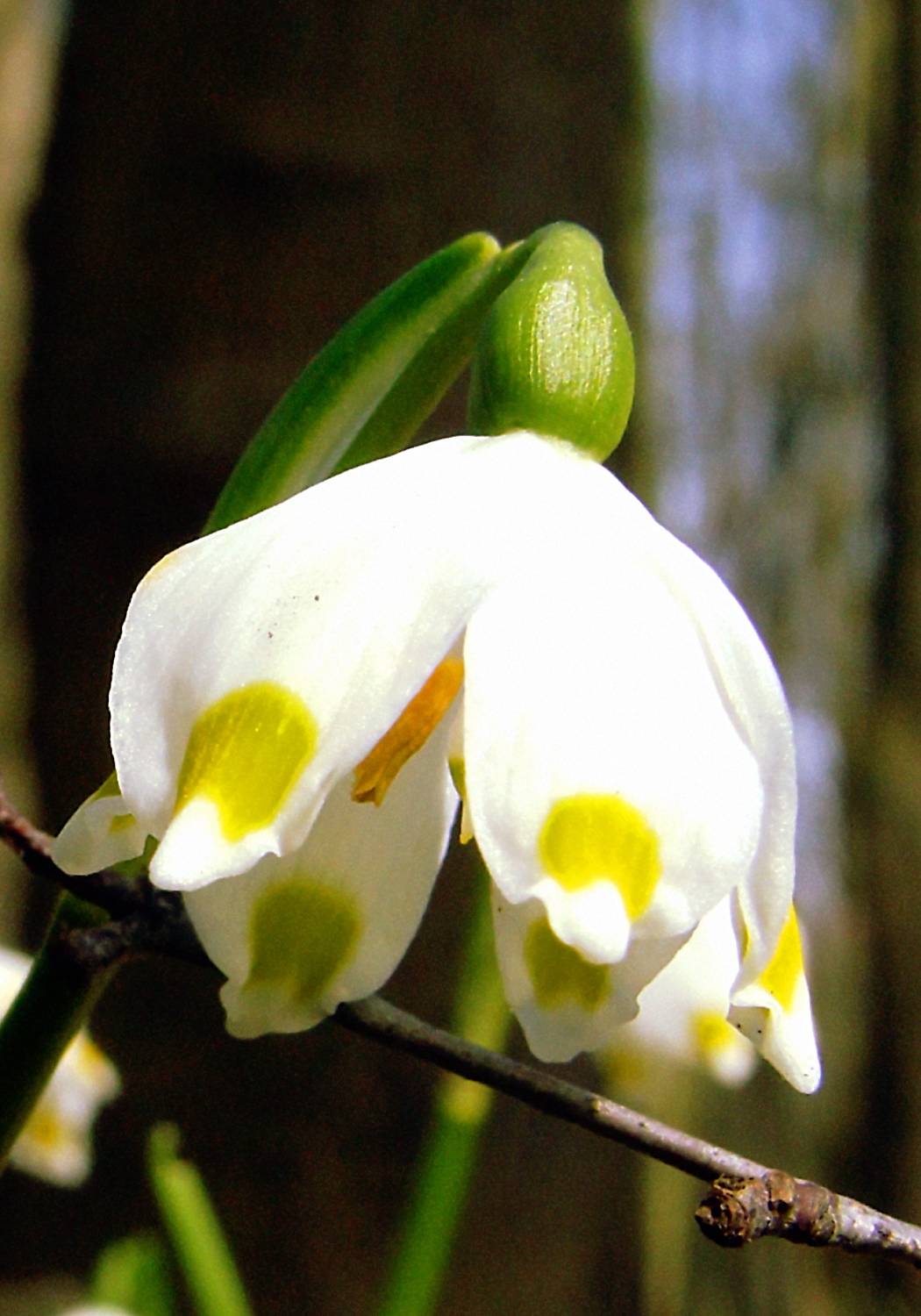
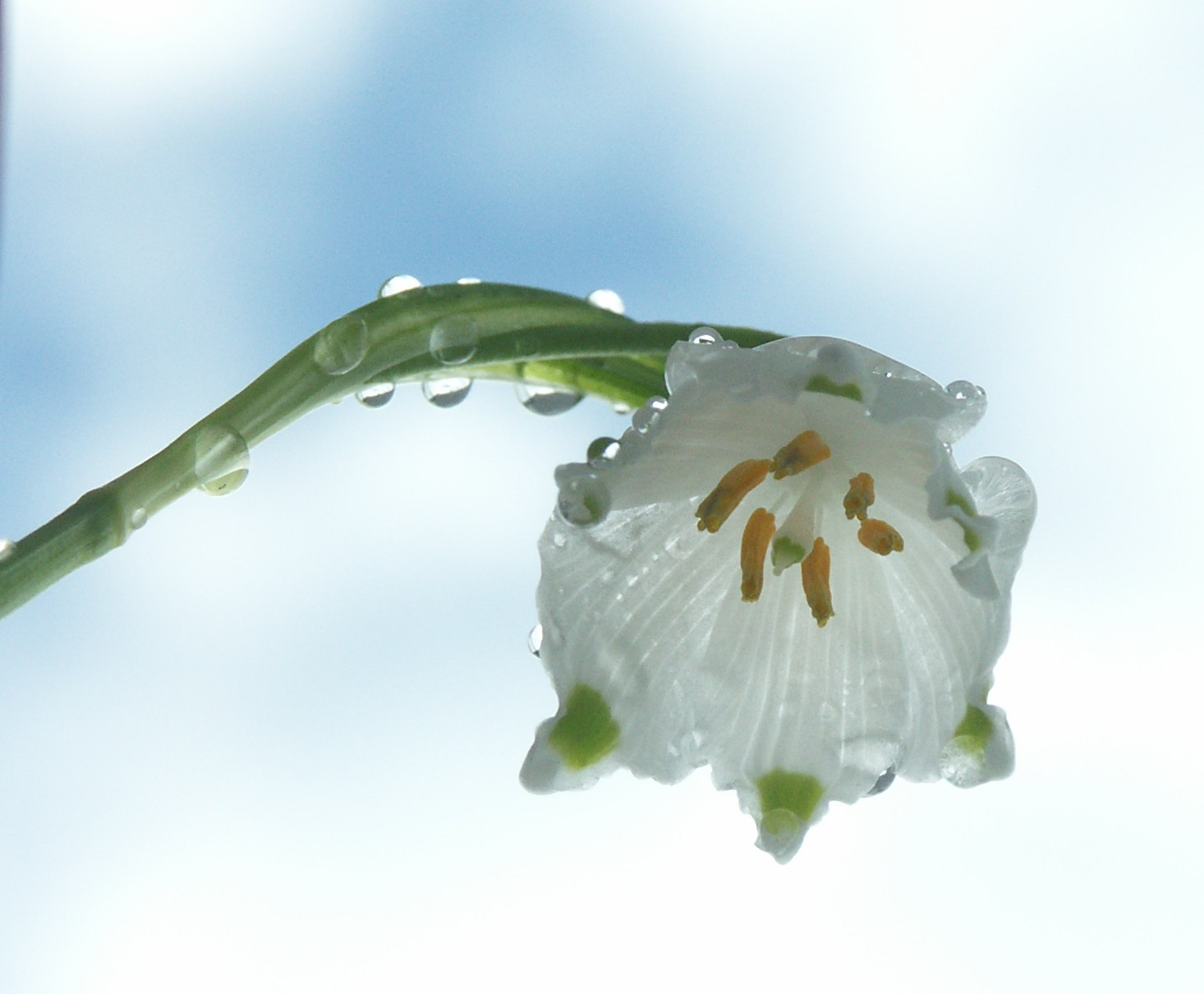

## Ökologie
Bei der Frühlingsknotenblume handelt es sich um einen Zwiebel-Geophyten.
Die Nektarabsonderung der Frühlings-Knotenblume ist gering und damit ökologisch ohne Belang. Jedoch besitzt die Pflanze dünnwandige, saftreiche Diskuszellen, die von diversen Insekten angebohrt werden können. Bienen und Tagfalter treten als Hauptbestäuber in Erscheinung. Angelockt werden sie u. a. von dem veilchenartigen Blütenduft, der an den Saftmalen besonders intensiv ausgeprägt ist.
Der befruchtete Fruchtknoten senkt sich nach der Anthese langsam zum Boden ab. Ausgebreitet wird die Frühlingsknotenblume durch Tiere, die deren Frucht, eine birnenförmige und fleischige fachspaltige Kapselfrucht, fressen und den schwarzen kugeligen Samen wieder ausscheiden.
Die Frühlingsknotenblume wird von den Rostpilzen Caeoma leucoji-verni und Puccinia sessilis var. sessilis mit Spermogonien und Aecidien befallen.

## Verbreitung, Gefährdung und Schutz

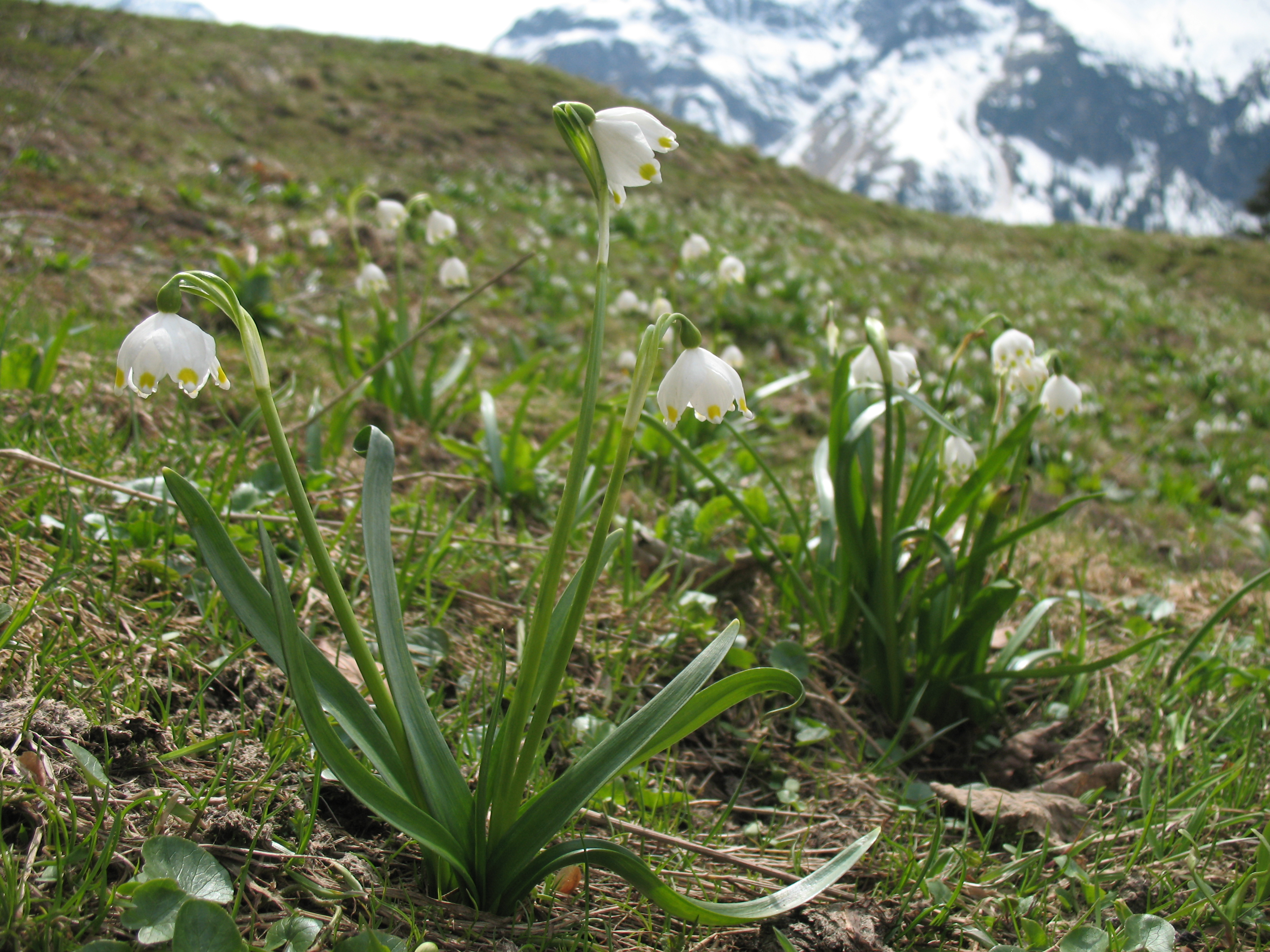
Habitus im Habitat in den Allgäuer Alpen

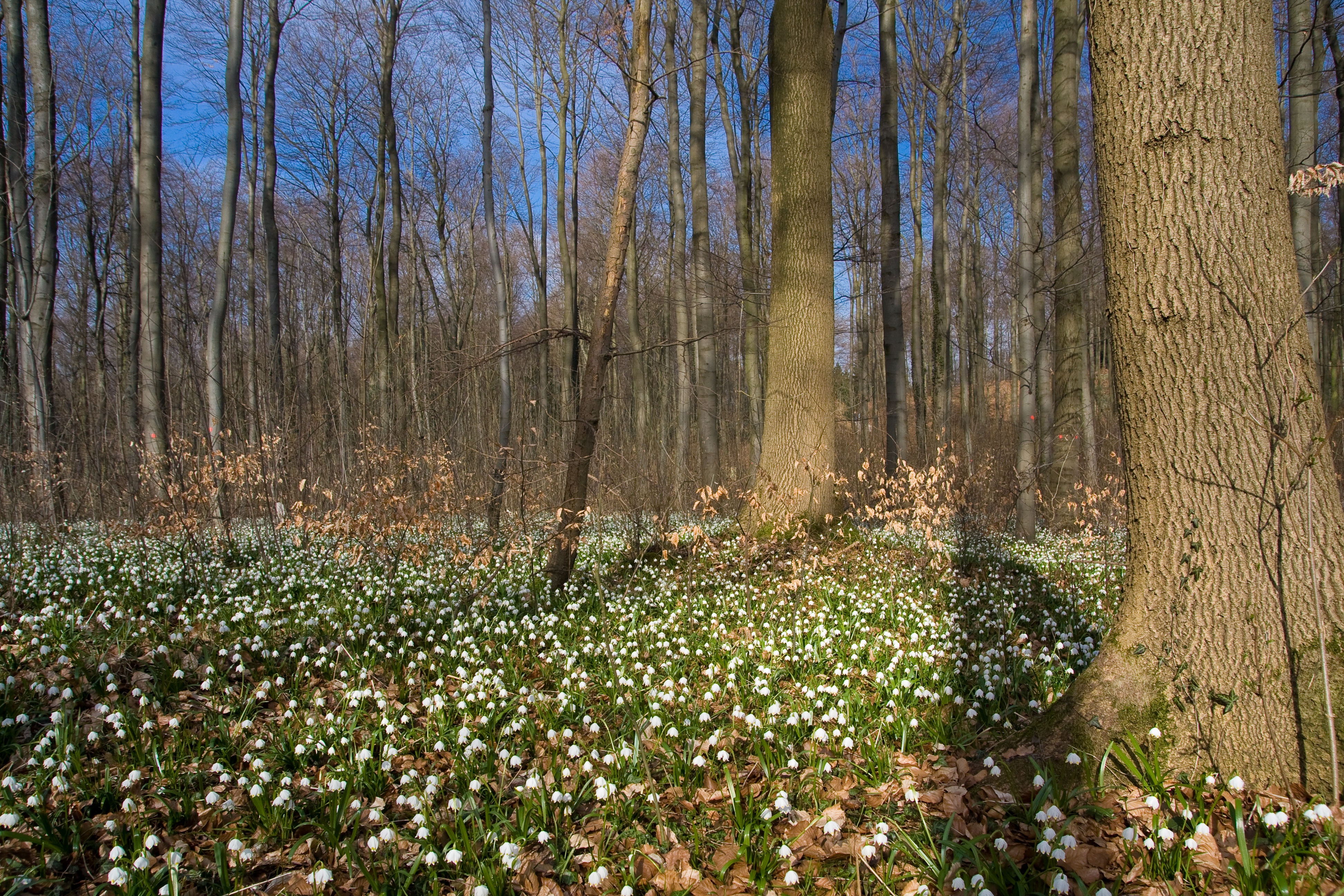
Blüte der Frühlingsknotenblume am Schweineberg bei Hameln

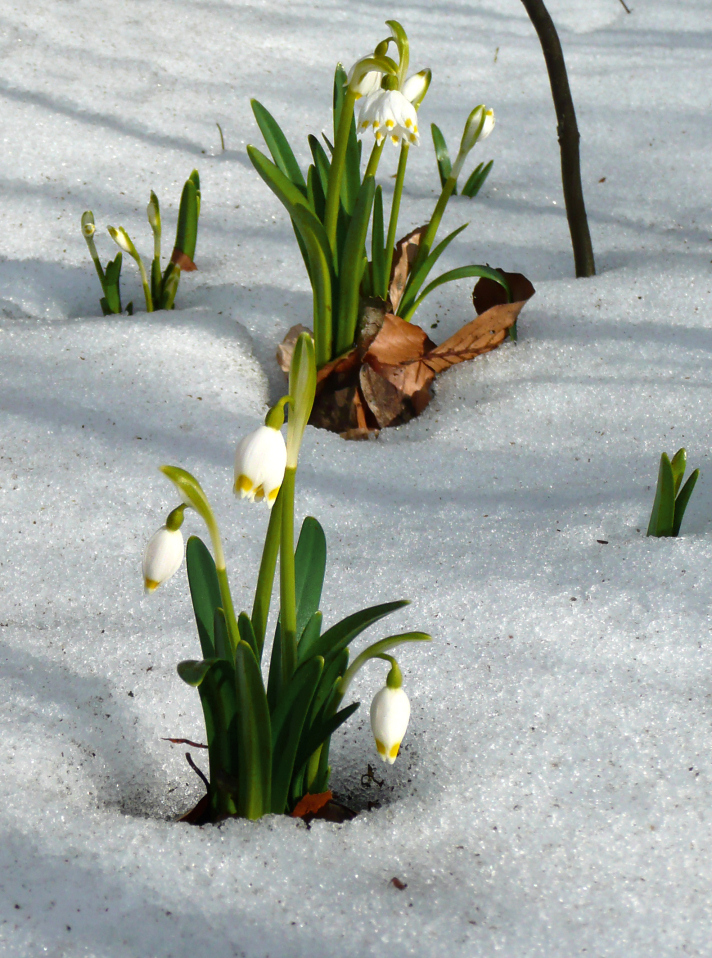
Blüte im Schnee am Schweineberg bei Hameln

Die Frühlingsknotenblume ist eine submediterran-subatlantische Pflanzenart der Auenwälder und Laubmischwälder. Außerhalb ihres natürlichen Verbreitungsgebietes ist sie in verschiedenen Gegenden eingebürgert, so z. B. an der nordamerikanischen Ostküste.
Die Nordgrenze der natürlichen Verbreitung in Deutschland entspricht etwa der Linie Hannover – Wittenberg – Cottbus, weiter nördlich gelegene Vorkommen beruhen auf Verwilderung. In Frankreich liegen die Vorkommen östlich einer Linie Laon – Le Puy – Gap.
Die Frühlingsknotenblume wächst in Gruppen, bildet jedoch nur selten größere Bestände. Sie gilt nach der Bundesartenschutzverordnung als besonders geschützt und nach der Roten Liste als gefährdet. Als ursächlich für die Gefährdung sind in erster Linie Eingriffe in den Lebensraum der Pflanze zu sehen, wie beispielsweise die Umwandlung naturnaher Wälder oder auch die Entwässerung und Wiederaufforstung von Moorflächen. Ebenso tragen Wildverbiss und Sammler zur Bestandsminderung bei. Eines der größten Vorkommen dieser streng geschützten Pflanzenart ist in Deutschland der Leipziger Auenwald (Stadtwald). Größere natürliche Vorkommen wildwachsender Märzenbecher in Deutschland nördlich der Mainlinie finden sich auch auf den Märzenbecherwiesen im Polenztal in der Sächsischen Schweiz, bei Haina (Grabfeld), im Nationalpark Hainich in der Nähe des Baumkronenpfades, in Südniedersachsen in Laubwäldern (auf Muschelkalk) rund um Göttingen, sowie am Schweineberg im Stadtforst Hameln. Das in einem Laubmischwald in einer Höhenlage von 200 bis 280 Metern gelegene Areal bei Hameln umfasst ca. 3,60 km² und zählt damit zu den größten Vorkommen Deutschlands. Es wurde 1948 unter Naturschutz gestellt und zieht zur Blütezeit regelmäßig zahlreiche Touristen an.
Südlich der Mainlinie ist beispielsweise das Vorkommen am Nordabhang der Fränkischen Alb bei Algersdorf im Sittenbachtal (Landkreis Nürnberger Land) zu nennen. Der Märzenbecherwald bei Ettenstatt im Landkreis Weißenburg-Gunzenhausen umfasst ein etwa 500 mal 200 m großes Teilgebiet eines Laubhochwaldes mit Quellhorizont in einer Höhenlage von 480 Metern. Auch diese Fläche wurde als Naturschutzgebiet ausgewiesen. Die Frühlingsknotenblume fand dort sogar Aufnahme in das Gemeindewappen. In Baden-Württemberg kommt die Frühlingsknotenblume auf der Schwäbischen Alb u. a. im Eselsburger Tal bei Herbrechtingen, im Autal bei Bad Überkingen und im Wolfstal bei Lauterach vor.
In Österreich tritt die Frühlingsknotenblume (zum Teil häufig) in allen Bundesländern bis auf Wien auf. Im Rheintal und nördlich der Alpen ist sie gefährdet.

## Standortbedingungen
Die Frühlings-Knotenblume bevorzugt feuchte, nährstoffreiche, mäßig saure Ton- und Lehmböden, die als Humusform in der Regel auch Mull aufweisen. Auf solchen Standorten stocken natürlicherweise Linden-Bergahornwälder (Steinschutthaldenwälder, Schluchtwälder, Tilio-Acerion) oder Hartholz-Auwälder (Alno-Ulmion, vgl. Hartholzaue). Auch in der anthropogen bedingten Folgegesellschaft der letzteren – den nährstoffreichen Nasswiesen („Calthion“) – kann man den Märzenbecher finden. Die Frühlingsknotenblume ist ein Feuchtigkeitsanzeiger und besiedelt ihre Standorte bis in Höhen von 1600 m; so z. B. in den Allgäuer Alpen an der Haldenwanger Alpe in Bayern.
Die ökologischen Zeigerwerte nach Landolt & al. 2010 sind in der Schweiz: Feuchtezahl F = 3+w (feucht aber wechselnd), Lichtzahl L = 3 (halbschattig), Reaktionszahl R = 3 (schwach sauer bis neutral), Temperaturzahl T = 4+ (unter-montan und ober-kollin), Nährstoffzahl N = 4 (nährstoffreich), Kontinentalitätszahl K = 2 (subozeanisch).

## Systematik
Die Erstveröffentlichung von Leucojum vernum erfolgte 1753 in Species Plantarum, Tomus I, S. 289. Der Gattungsname Leucojum leitet sich vom Griechischen leukos für „weiß“ und ion für „Veilchen“ (der Geruch ist veilchenartig) ab. Das Artepitheton vernum kommt vom Lateinischen Wort ver für „Frühling“.
Je nach Autor gibt es etwa zwei Varietäten:
- Leucojum vernum L. var. vernum (Syn.: Leucojum vernum var. vagneri Stapf): Sie kommt von den Pyrenäen bis Belgien und bis zur Ukraine vor.[11]
- Leucojum vernum var. carpathicum Sweet: Sie kommt in den Karpaten von Tschechien, Rumänien und der Ukraine vor.[11]

## Giftigkeit
Alle Pflanzenteile sind giftig, da sie Alkaloide wie Lycorin und Galantamin bildet.

## Märzenbecher in der Kunst

Wappen der Gemeinde Ettenstatt wegen des dortigen Märzenbecherwaldes

Eine frühe Darstellung des Märzenbechers findet sich auf dem Bild Das Paradiesgärtlein des Oberrheinischen Meisters aus der Zeit um 1410 bis 1420.